# KASKI
Het KASKI, opgericht als Katholiek Sociaal-Kerkelijk Instituut, is een Nederlands sociaal-wetenschappelijk instituut dat in 1946 werd opgericht en onderzoek verricht naar de godsdienstige en levensbeschouwelijke ontwikkelingen binnen de samenleving in Nederland.
Het Kaski maakt onderdeel uit van de Faculteit der Filosofie, Theologie en Religiewetenschappen (FFTR) van de Radboud Universiteit.